# پترا فن استاورن
پترا فن استاورن (انگلیسی: Petra van Staveren؛ زادهٔ ۲ ژوئن ۱۹۶۶) یک شناگر اهل هلند است.
از افتخارات وی می‌توان به کسب مدال طلا شنا ۱۰۰ متر قورباغه در بازی‌های المپیک تابستانی ۱۹۸۴ اشاره کرد.